# Angel (canción de Helena Paparizou)
«Angel» (en español: «Ángel») es la versión original y en inglés del single «Otan angeli klene». Es un sencillo de la cantante sueco-griega Helena Paparizou dirigido al mercado musical sueco. Fue lanzada el 24 de abril de 2015 en tiendas digitales y radios suecas y el 30 de abril en Grecia. Como con su versión en griego no hay información sobre nuevo álbum, lo que quiere decir que este es un sencillo suelto, meramente promocional.

## Lista de canciones
Angel

| N.º | Título             | Duración |  |
| 1.  | «Angel»            | 3:05     |  |
| 2.  | «Angel - Singback» | 3:04     |  |

## Miembros
| Listas                  | Posición más alta |
| ----------------------- | ----------------- |
| Swedish Top 20 Donwload | 11                |
| iTunes Grecia           | 2                 |